# Anteosauridae
Az Anteosauridae az emlősszerűek (Synapsida) osztályába és a Therapsida rendjébe tartozó család.

## Tudnivalók
Az Anteosauridae családot egyesek alcsaládnak tekintik, így az Anteosaurinae név is erre az állatcsoportra utal. A család vagy alcsalád fajainak a maradványait Oroszországban és Dél-Afrikában találták meg. Az Oroszországban felfedezett nemeket Ivan Yefremov először a Brithopodidae családba helyezte. A család tagjai ragadozó életmódot folytattak és a középső perm idején éltek.
E család állatainak a jellemzői: a nagy, egyenes metszőfogak és szemfogak; a gyökeres, kanál alakú oldalsó fogak; a nagyon erős felfelé irányúló szélű előállkapocs, amelynek köszönhetően a száj elülső része felfelé hajlik, és a nagyon tömzsi alsó állkapocs (Boonstra, 1963).
Az Anteosauridae- vagy Anteosaurinae-fajokat az ősibb Brithopodidae-fajoktól az alsó állkapcson levő megvastagodott rész különbözteti meg. Ez a megvastagodás valószínűleg a fajon belüli értekezéskor játszott szerepet. A Doliosauriscus és az Anteosaurus esetében, ez a megvastagodás nemcsak feltűnően nagy, hanem ruganyos is. Hasonló alkalmazkodás a növényevő Tapinocephalidae-fajoknál is megfigyelhető, amelyek lehet, hogy egymást döfködték (Hopson és Barghusen, 1986).
Ezek az állatok, a Perm időszak legnagyobb ragadozói voltak. A felnőtt állatok koponyájának hossza eléri a 80 centimétert. Így sokkal nagyobbak voltak, mint a Gorgonopsidae család legnagyobb képviselői (az Inostranceviának 45 centiméter hosszú a koponyája).

## Rendszerezés
A családba az alábbi nemek tartoztak:
- Anteosaurus Dél-Afrika
- Australosyodon
- ?Doliosauriscus Oroszország
- Micranteosaurus
- Paranteosaurus
- Sinophoneus
- Titanophoneus Oroszország